# Dian Bachar
Dian Bachar (Denver, 26 ottobre 1970) è un attore statunitense.

## Biografia
È noto soprattutto per il suo ruolo nel film Cannibal! The Musical della casa di produzione indipendente Troma, interpretato anche dagli autori del cartone animato South Park Trey Parker e Matt Stone, dei quali è stato compagno di università all'Università del Colorado - Boulder, nonché coinquilino fino al 1997.

## Filmografia

### Cinema
- Cannibal! The Musical (Alferd Packer: The Musical), regia di Trey Parker (1996)

- Orgazmo, regia di Trey Parker (1997)
- Baseketball (BASEketball), regia di David Zucker (1998)
- Galaxy Quest, regia di Dean Parisot (1999)
- Le avventure di Rocky e Bullwinkle (The Adventures of Rocky & Bullwinkle), regia di Des McAnuff (2000)